# Gerd Pigola
Gerd Pigola (* 22. Juli 1943 in Koppatz) ist ein ehemaliger deutscher Badmintonnationalspieler und aktiver Badmintonfunktionär.

## Sportliche Karriere
Er erlebte die gesamten 33 Jahre des Bestehens des Federball-Verbandes der DDR als aktiver Spieler.
1967 gewann er Bronze im Doppel bei den DDR-Einzelmeisterschaften mit Volker Herbst. Ein Jahr später holte er mit dem Team der HSG DHfK Leipzig den dritten Platz. Auf Bronze hatte in den Folgejahren sowohl Pigola als auch das Leipziger Team scheinbar ein Abonnement abgeschlossen: Wenn eine Medaille errungen werden konnte – dann diese. Nur 1970 gab es Silber für das Team und 1968 und 1973 Silber im Doppel. 1990 wurde Gerd Pigola Präsident des DDR-Federballverbandes DFV und führte den Verband in die Vereinigung mit dem DBV. Bei der Badminton-Seniorenweltmeisterschaft 2009 der Altersklasse O65 wurde er Dritter.
Gerd Pigola lebt seit 1967 in Leipzig.

## Erfolge
| Saison    | Veranstaltung                                          | Disziplin    | Platz | Name |
| --------- | ------------------------------------------------------ | ------------ | ----- | --- |
| 1961/1962 | Bezirksmeisterschaft Cottbus AK 16/17                  | Mixed        | 1     | Gerd Pigola / Hedda Teichgräber (Traktor Doberlug) |
| 1961/1962 | DDR-Mannschaftsmeisterschaft Jugend                    | Mannschaft   | 3     | Traktor Doberlug-Kirchhain (Siegfried Kirmse, Margit Pietzke, Gerd Pigola, Hedda Teichgräber, Hans-Joachim Lehmann, Thomas Klaue)                                                                       |
| 1961/1962 | DDR-Einzelmeisterschaft AK 16/17                       | Mixed        | 2     | Gerd Pigola / Hedda Teichgräber (Traktor Doberlug-Kirchhain) |
| 1961/1962 | DDR-Einzelmeisterschaft AK 16/17                       | Herrendoppel | 2     | Klaus Basdorf / Gerd Pigola (Post Berlin / Traktor Doberlug-Kirchhain) |
| 1961/1962 | Bezirksmeisterschaft Cottbus AK 16/17                  | Herreneinzel | 3     | Gerd Pigola (Traktor Doberlug) |
| 1966/1967 | DDR-Einzelmeisterschaft                                | Herrendoppel | 3     | Gerd Pigola / Volker Herbst (DHfK Leipzig) |
| 1967/1968 | DDR-Mannschaftsmeisterschaft                           | Mannschaft   | 3     | DHfK Leipzig (Volker Herbst, Gerd Pigola, Bernd Hachmeister, Gerd Hachmeister, Joachim Gerhardt, Frank Geißler, Beate Herbst, Christa Neitzsch, Dagmar Herbst-Pigola, Marianne Döhler, Petra Kabisch)   |
| 1967/1968 | DDR-Einzelmeisterschaft                                | Herrendoppel | 2     | Gerd Pigola / Volker Herbst (DHfK Leipzig) |
| 1968/1969 | DDR-Studentenmeisterschaft                             | Herrendoppel | 3     | Gerd Pigola / Günter Suba (ISfB Cottbus) |
| 1968/1969 | DDR-Einzelmeisterschaft                                | Herrendoppel | 3     | Volker Herbst / Gerd Pigola (DHfK Leipzig) |
| 1968/1969 | DDR-Mannschaftsmeisterschaft                           | Mannschaft   | 2     | DHfK Leipzig (Volker Herbst, Gerd Pigola, Bernd Hachmeister, Gerd Hachmeister, Joachim Gebhardt, Frank Geißler, Beate Herbst, Dagmar Pigola, Marianne Döhler, Petra Kabisch)                            |
| 1969/1970 | DDR-Einzelmeisterschaft                                | Herrendoppel | 3     | Gerd Pigola / Volker Herbst (DHfK Leipzig) |
| 1969/1970 | Silberner Federball                                    | Herrendoppel | 1     | Volker Herbst / Gerd Pigola (DHfK Leipzig) |
| 1969/1970 | DDR-Mannschaftsmeisterschaft                           | Mannschaft   | 2     | DHfK Leipzig (Gerd Pigola, Volker Herbst, Gerd Hachmeister, Frank Geißler, Christel Sommer, Beate Herbst, Dagmar Pigola)                                                                                |
| 1970/1971 | DDR-Mannschaftsmeisterschaft                           | Mannschaft   | 3     | DHfK Leipzig (Gerd Pigola, Joachim Gerhardt, Volker Herbst, Gerd Hachmeister, Bernd Hachmeister, Christel Sommer, Beate Herbst)                                                                         |
| 1970/1971 | DDR-Einzelmeisterschaft                                | Herrendoppel | 3     | Volker Herbst / Gerd Pigola (DHfK Leipzig) |
| 1971/1972 | DDR-Einzelmeisterschaft                                | Herreneinzel | 3     | Gerd Pigola (DHfK Leipzig) |
| 1971/1972 | DDR-Mannschaftsmeisterschaft                           | Mannschaft   | 3     | DHfK Leipzig (Gerd Pigola, Volker Herbst, Wolfgang Böttcher, Jürgen Richter, Frank Geißler, Beate Herbst, Monika Brehmer, Christel Sommer, Helga Pöschel)                                               |
| 1971/1972 | DDR-Einzelmeisterschaft                                | Herrendoppel | 3     | Volker Herbst / Gerd Pigola (DHfK Leipzig) |
| 1971/1972 | DDR-Einzelmeisterschaft                                | Mixed        | 3     | Gerd Pigola / Christel Sommer (DHfK Leipzig) |
| 1972/1973 | DDR-Mannschaftsmeisterschaft                           | Mannschaft   | 3     | DHfK Leipzig (Gerd Pigola, Volker Herbst, Wolfgang Böttcher, Jürgen Richter, Bernd Brösdorf, Frank Geißler, Joachim Gerhardt, Hachmeister, Christel Sommer, Helga Pöschel, Beate Herbst, Helga Pöschel) |
| 1972/1973 | DDR-Einzelmeisterschaft                                | Herrendoppel | 2     | Volker Herbst / Gerd Pigola (DHfK Leipzig) |
| 1973/1974 | DDR-Mannschaftsmeisterschaft                           | Mannschaft   | 3     | DHfK Leipzig (Gerd Pigola, Volker Herbst, Wolfgang Böttcher, Bernd Brösdorf, Peter Rebel, Beate Herbst, Christel Sommer)                                                                                |
| 1973/1974 | DDR-Einzelmeisterschaft                                | Herrendoppel | 3     | Volker Herbst / Gerd Pigola (DHfK Leipzig) |
| 1974/1975 | DDR: Internationales Werner-Seelenbinder-Gedenkturnier | Herrendoppel | 5     | Gerd Pigola / Roland Riese (DHfK Leipzig / Fortschritt Tröbitz) |
| 1974/1975 | DDR-Mannschaftsmeisterschaft                           | Mannschaft   | 3     | DHfK Leipzig (Wolfgang Böttcher, Gerd Pigola, Jürgen Richter, Volker Herbst, Bernd Brösdorf, Ralph Schieck, Peter Rebel, Beate Herbst, Christel Sommer)                                                 |
| 1975/1976 | DDR-Einzelmeisterschaft                                | Herrendoppel | 2     | Jürgen Richter / Gerd Pigola (DHfK Leipzig) |
| 1975/1976 | DDR-Mannschaftsmeisterschaft                           | Mannschaft   | 2     | DHfK Leipzig (Wolfgang Böttcher, Gerd Pigola, Jürgen Richter, Volker Herbst, Matthias Röder, Manfred Blauhut, Christel Sommer, Beate Herbst)                                                            |
| 1976/1977 | DDR: Internationales Werner-Seelenbinder-Gedenkturnier | Herrendoppel | 5     | Harald Richter / Gerd Pigola (Fortschritt Tröbitz / DHfK Leipzig) |
| 1976/1977 | DDR-Einzelmeisterschaft                                | Herrendoppel | 3     | Volker Herbst / Gerd Pigola (DHfK Leipzig) |
| 1977/1978 | DDR-Einzelmeisterschaft                                | Herrendoppel | 3     | Jürgen Richter / Gerd Pigola (DHfK Leipzig) |
| 1977/1978 | DDR-Mannschaftsmeisterschaft                           | Mannschaft   | 3     | DHfK Leipzig (Jürgen Richter, Volker Herbst, Gerd Pigola, Manfred Blauhut, Matthias Röder, Christel Sommer, Beate Herbst, Rena Eckart)                                                                  |
| 1978/1979 | DDR-Einzelmeisterschaft                                | Herrendoppel | 3     | Matthias Röder / Gerd Pigola (DHfK Leipzig) |
| 1978/1979 | Silberner Federball                                    | Herrendoppel | 1     | Volker Herbst / Gerd Pigola (DHfK Leipzig) |
| 1978/1979 | DDR-Mannschaftsmeisterschaft                           | Mannschaft   | 3     | DHfK Leipzig (Jürgen Richter, Gerd Pigola, Volker Herbst, Matthias Röder, Manfred Blauhut, Christel Sommer, Beate Herbst, Rena Eckart, Birgit Harder)                                                   |
| 1978/1979 | DDR-Seniorenmeisterschaft AK I                         | Damendoppel  | 5     | Gerd Pigola / Beate Müller (DHfK Leipzig) |
| 1978/1979 | Silberner Federball                                    | Herreneinzel | 1     | Gerd Pigola (DHfK Leipzig) |
| 1979/1980 | DDR-Seniorenmeisterschaft AK I                         | Mixed        | 1     | Gerd Pigola / Christel Sommer (DHfK Leipzig) |
| 1980/1981 | DDR-Seniorenmeisterschaft AK I                         | Mixed        | 1     | Gerd Pigola / Christel Sommer (DHfK Leipzig) |
| 1980/1981 | DDR-Seniorenmeisterschaft AK I                         | Herreneinzel | 1     | Gerd Pigola (DHfK Leipzig) |
| 1980/1981 | DDR-Seniorenmeisterschaft AK I                         | Herrendoppel | 1     | Volker Herbst / Gerd Pigola (Leipzig) |
| 1981/1982 | DDR-Seniorenmeisterschaft AK I                         | Herreneinzel | 3     | Gerd Pigola (DHfK Leipzig) |
| 1981/1982 | DDR-Seniorenmeisterschaft AK I                         | Mixed        | 1     | Gerd Pigola / Christel Sommer (DHfK Leipzig) |
| 1981/1982 | DDR-Seniorenmeisterschaft AK I                         | Herrendoppel | 1     | Volker Herbst / Gerd Pigola (DHfK Leipzig) |
| 1982/1983 | DDR-Seniorenmeisterschaft AK I                         | Mixed        | 1     | Gerd Pigola / Christel Sommer (DHfK Leipzig) |
| 1982/1983 | DDR-Seniorenmeisterschaft AK I                         | Herreneinzel | 2     | Gerd Pigola (DHfK Leipzig) |
| 1982/1983 | DDR-Seniorenmeisterschaft AK I                         | Mixed        | 2     | Volker Herbst / Gerd Pigola (DHfK Leipzig) |
| 1982/1983 | DDR-Seniorenmeisterschaft AK I                         | Herrendoppel | 1     | Volker Herbst / Gerd Pigola (DHfK Leipzig) |
| 1983/1984 | DDR-Seniorenmeisterschaft AK I                         | Herrendoppel | 1     | Volker Herbst / Gerd Pigola (DHfK Leipzig) |
| 1983/1984 | Silberner Federball                                    | Herrendoppel | 3     | Volker Herbst / Gerd Pigola (DHfK Leipzig) |
| 1983/1984 | DDR-Seniorenmeisterschaft AK I                         | Mixed        | 1     | Gerd Pigola / Christel Sommer (DHfK Leipzig) |
| 1984/1985 | DDR-Seniorenmeisterschaft AK I                         | Herrendoppel | 1     | Gerd Pigola / Volker Herbst (DHfK Leipzig) |
| 1984/1985 | DDR-Seniorenmeisterschaft AK I                         | Mixed        | 1     | Gerd Pigola / Christel Iske (DHfK Leipzig) |
| 1985/1986 | DDR-Seniorenmeisterschaft AK II                        | Mixed        | 1     | Gerd Pigola / Christel Iske (DHfK Leipzig) |
| 1985/1986 | DDR-Seniorenmeisterschaft AK II                        | Herreneinzel | 1     | Gerd Pigola (DHfK Leipzig) |
| 1985/1986 | DDR-Seniorenmeisterschaft AK I                         | Herrendoppel | 3     | Volker Herbst / Gerd Pigola (DHfK Leipzig) |
| 1986/1987 | DDR-Seniorenmeisterschaft AK II                        | Herreneinzel | 1     | Gerd Pigola (DHfK Leipzig) |
| 1986/1987 | DDR-Seniorenmeisterschaft AK I                         | Herrendoppel | 3     | Volker Herbst / Gerd Pigola (DHfK Leipzig) |
| 1987/1988 | DDR-Seniorenmeisterschaft AK II                        | Mixed        | 1     | Gerd Pigola / Christel Iske (DHfK Leipzig) |
| 1987/1988 | DDR-Seniorenmeisterschaft AK II                        | Herreneinzel | 2     | Gerd Pigola (DHfK Leipzig) |
| 1987/1988 | DDR-Seniorenmeisterschaft AK II                        | Herrendoppel | 1     | Volker Herbst / Gerd Pigola (DHfK Leipzig) |
| 2001/2002 | Deutsche Einzelmeisterschaft O55                       | Herreneinzel | 2     | Gerd Pigola (DHfK Leipzig) |
| 2002/2003 | Deutsche Einzelmeisterschaft O55                       | Mixed        | 3     | Gerd Pigola / Traudl Remmele (DHfK Leipzig / Polizei SV München) |
| 2003/2004 | Deutsche Einzelmeisterschaft O60                       | Herrendoppel | 3     | Gerd Pigola / Walter Kaltenmeier (DHfK Leipzig / TV Immenstadt) |
| 2003/2004 | Deutsche Einzelmeisterschaft O55                       | Mixed        | 2     | Gerd Pigola / Traudl Remmele (DHfK Leipzig / Polizei SV München) |
| 2004/2005 | Deutsche Einzelmeisterschaft O60                       | Herrendoppel | 2     | Gerd Pigola (DHfK Leipzig) / Walter Kaltenmeier (TV Immenstadt) |
| 2005/2006 | Deutsche Einzelmeisterschaft O55                       | Mixed        | 3     | Gerd Pigola / Helga Peeck (HSG DHfK Leipzig / BC Biebrich) |
| 2006/2007 | Deutsche Einzelmeisterschaft O60                       | Herreneinzel | 3     | Gerd Pigola (HSG DHfK Leipzig) |
| 2006/2007 | Deutsche Einzelmeisterschaft O55                       | Mixed        | 3     | Gerd Pigola / Helga Peeck (HSG DHfK Leipzig / BC Biebrich) |

## Referenzen
- René Born: Badminton in Tröbitz (Teil 1 – Die Anfänge, die Medaillengewinner, die Statistik), Eigenverlag (2007), 455 Seiten
- Länderspielberufungen

| Personendaten    | Personendaten              |
| ---------------- | -------------------------- |
| NAME             | Pigola, Gerd               |
| KURZBESCHREIBUNG | deutscher Badmintonspieler |
| GEBURTSDATUM     | 22. Juli 1943              |
| GEBURTSORT       | Koppatz                    |